# Achladochori
Achladochori (in greco Αχλαδοχώρι?) è una ex comunità della Grecia nella periferia della Macedonia Centrale (unità periferica di Serres) con 1.208 abitanti secondo i dati del censimento 2001.
È stata soppressa a seguito della riforma amministrativa, detta Programma Callicrate, in vigore dal gennaio 2011 ed è ora compresa nel comune di Sintiki.